# Euphrasia arctica
Euphrasia arctica là loài thực vật có hoa thuộc họ Cỏ chổi. Loài này được Lange ex Rostrup mô tả khoa học đầu tiên năm 1870.